# 春季戛纳电视节
春季戛纳电视节 （法語：Marché International des Programmes de Télévision）是一项每年在法国戛纳举办的活动，利用该镇多年来开发的设施和基础设施，举办其他重要活动，如戛纳电影节等活动。 
它本質上是一個共同製作、購買、銷售、融資和分發娛樂內容的內容市場。 它为参与电视、电影、数字和视听内容，制作和发行行业的人们提供了一个市场会议和网络论坛，以便在全球范围内发现未来趋势和交易内容权利。 
春季戛纳电视节與秋季戛纳电视节密切相關，但保留了其獨特的重點。秋季戛纳电视节每年10月在春季戛纳电视节同一地點舉行。

## 历史
春季戛纳电视节於1963年在法國里昂创立，在MIFED推出三年後，這是世界上第一個在意大利米蘭開始的視聽市場。來自19個國家的119家公司參加了第一次春季戛纳电视节。 
1965年，经过一年的中断，春季戛纳电视节搬到了戛纳，使用该镇的“旧”宫殿作为展览场地。 1982年，市场搬到了新的宫，而旧的宫则变成了酒店。 1987年，组织市场的公司MIDEM以500万英镑的价格卖给了英国的南方电视台。 两年后，南方電視台将戛纳国际音乐博览会卖给勵訊集團 （报价2000万美元），后者更名为勵訊MIDEM (Reed MIDEM) 。

## 会议
会议小组成员和主题演讲包括来自所有主要全球媒体公司的首席执行官，如：Leslie Moonves， CBS （美国），Jana Bennett BBC （英国），Gerhard Zeiler RTL集团 （卢森堡），Harry Sloan MGM（美国），Subhash Chandra ZEE Networks（印度），炫哦柳SK通讯/赛我网（韩国），保拉·瓦格纳在美国艺术家（US），罗尼·斯克鲁瓦拉UTV（印度），菲利普·罗斯代尔第二人生（美国），本·西尔弗曼NBC （美国），埃米利奥Azcarraga Televisa电视台 （墨西哥）， 迈克沃尔皮 Joost （美国）， Ken Rutkowski ，Wayne Scholes Redtouch Media（美国）KenRadio Broadcasting（美国），   Vertice360º（西班牙）。

## 在MIPTV举办的活动

### MIPFormats
自2010年以来，春季戛纳电视节推出了MIPFormats，“前MIPTV格式会议和投球展示”，聚集了生产商，委员，买家，分销商和有抱负的突破性格式创作者。 该活动与C21FormatsLab联合举办 。 
2011年，665名参与者分别来自57个国家的MIPFormats和401家公司。 

### MIPDoc
MIPDoc是纪录片和事实节目的国际买家，卖家，制作人和委托人筛选新内容和开展业务的地方。 MIPDoc称自己为“纪录片放映的国际展示”。 关键的MIPDoc 2011数据： 
- 27,097次放映
- 1,399个节目
- 767名参与者
- 58个国家

## 春季戛纳电视节 2010年出席人数
- 参与者：11 500名
- 买家：4,000
- 参展商：1500名
- 国家：107

按国家： 
- 欧洲 :54%
- 北美洲：17%
- 亚洲/太平洋：15%
- 非洲/中东 :7%
- 南和拉丁美洲：3%

## 代表行业部门
- 计划买家
- 分销商和销售代理商
- 节目制作人
- 财务合作伙伴
- 委员
- 平台所有者
- 互联网和移动播放器
- 方案提供商
- 广告商
- 全球主要品牌
- 许可高管
- 广告和媒体代理